# Schima monticola
Schima monticola är en tvåhjärtbladig växtart som beskrevs av Wilhelm Sulpiz Kurz. Schima monticola ingår i släktet Schima och familjen Theaceae. Inga underarter finns listade i Catalogue of Life.